# Leif Erikson Day

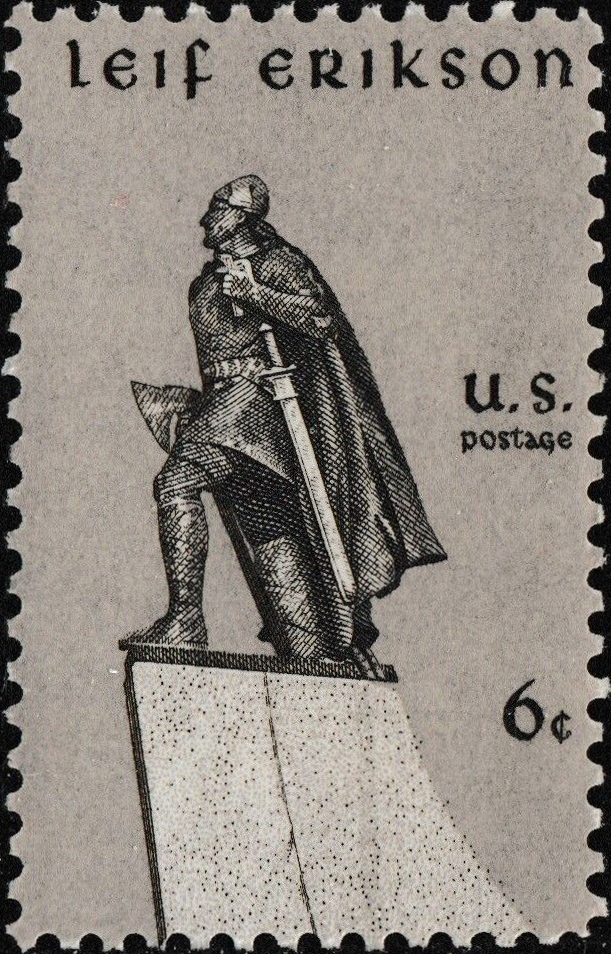
Timbre américain sorti pour le Leif Erikson Day en 1968.

Le Leif Erikson Day (littéralement « jour de Leif Erikson » en anglais) est une journée annuelle célébrée aux États-Unis chaque 9 octobre. Elle rend hommage à Leif Erikson (vers 970-1020), l'explorateur viking qui mena la première expédition européenne connue à avoir abordé le continent américain, en particulier l'île de Terre-Neuve. On a fouillé sur celle-ci le site de L'Anse aux Meadows, à la pointe septentrionale de l'île, et Pointe Rosée au sud-ouest.

## Histoire
Le livre America Not Discovered by Columbus de Rasmus B. Anderson, publié en 1874, a contribué à populariser l’idée que les Vikings furent les premiers Européens dans le Nouveau Monde. Lors de sa visite à la Foire d’État du Minnesota, les 6-9 juin 1925, le président Calvin Coolidge a reconnu Leif Erikson comme le découvreur de l’Amérique grâce à la recherche de chercheurs norvégiens-américains comme Knut Gjerset et Ludvig Hektoen.

## Aux États-Unis
Le 10 mai 1929, le Wisconsin devient le premier des États des États-Unis à adopter le Leif Erikson Day comme fête d'État, célébrée le 9 octobre.
Le 11 septembre 1935, Franklin Delano Roosevelt devient le premier président des États-Unis à célébrer le Leif Erikson Day.
En 1956, le Leif Erikson Day est établi dans sept États des États-Unis — le Wisconsin, le Minnesota, le Dakota du Sud, l'Illinois, le Colorado, le Washington et la Californie — ainsi que dans une province du Canada — la Saskatchewan. En 2012, la journée a également été rendue officielle dans Las Vegas, Nevada.
En 1963, le député John Blatnik, a présenté un projet de loi de célébration nationale du Leif Erikson Day. L’année suivante, le Congrès a adopté cette proposition à l’unanimité et demandé au président d’émettre une proclamation annuelle, ce que Lyndon B. Johnson a fait, et chaque président après lui, depuis.  Cette célébration, décidée par le Congrès des États-Unis en 1964, est observée depuis lors et constitue l'occasion de mettre à l'honneur les Américains d'origine nordique et l'esprit de découverte. Elle est célébrée de manière plus officielle dans les États du nord du Midwest, à forte population d'origine nordique.

## Date
Le choix du 9 octobre dans la date n'est pas lié à la vie de Leif Erikson mais au jour de l'arrivée dans le port de New York, le 9 octobre 1825, du navire Restauration provenant de Stavanger en Norvège, marquant le début d'une immigration organisée de la Norvège vers les États-Unis.
| —    | —    | —    | —    | 1964 | 1965 | 1966 | 1967 | 1968 | 1969 |
| 1970 | 1971 | 1972 | 1973 | 1974 | 1975 | 1976 | 1977 | 1978 | 1979 |
| 1980 | 1981 | 1982 | 1983 | 1984 | 1985 | 1986 | 1987 | 1988 | 1989 |
| 1990 | 1991 | 1992 | 1993 | 1994 | 1995 | 1996 | 1997 | 1998 | 1999 |
| 2000 | 2001 | 2002 | 2003 | 2004 | 2005 | 2006 | 2007 | 2008 | 2009 |
| 2010 | 2011 | 2012 | 2013 | 2014 | 2015 | 2016 | —    | —    | —    |

## Au Canada
En 2009, un projet de loi sur la Journée Leif Erikson est déposé à la Chambre des communes du Canada. Il s'agit d'instaurer, dans tout le Canada, le 9 octobre comme Journée Leif Erikson qui ne serait ni une fête légale ni un « jour non juridique ».